# Robert Ilatov
Robert Ilatov, hebrejsky רוברט אילטוב, rusky Роберт Илатов (narozen 12. listopadu 1971 Andižan) je izraelský politik a poslanec Knesetu za stranu Jisra'el Bejtejnu.

## Biografie
Narodil se 12. listopadu 1971 v Andižanu, v tehdejším Sovětském svazu, dnes Uzbekistán. V roce 1985 přesídlil do Izraele. Absolvoval střední školu Tchernokhovsky. Žije ve městě Netanja, je ženatý, má jedno dítě. Hovoří hebrejsky, anglicky a rusky.

## Politická dráha
V letech 2002–2006 působil jako mluvčí nemocnice Laniado. Zastával post místostarosty města Netanja.
Do Knesetu nastoupil po volbách roku 2006, ve kterých kandidoval za stranu Jisra'el Bejtejnu. Ve funkčním období 2006–2009 zastával post člena parlamentního výboru pro vnitřní záležitosti a životní prostředí, výboru pro ústavu, právo a spravedlnost, výboru pro imigraci, absorpci a záležitosti diaspory, petičního výboru, výboru House Committee a výboru pro vědu a technologie. A předsedal výboru pro ekonomické záležitosti. Mandát obhájil i po volbách roku 2009, kdy se stal členem výboru House Committee, výboru pro ekonomické záležitosti a výboru pro zahraniční záležitosti a obranu.
Poslancem se stal i ve volbách roku 2013. Ve volbách roku 2015 zvolen nebyl, ale poslancem se stal již několik dní po volbách, když 24. března 2015 oznámil Ilan Šochat, že nepřevezme mandát.